# تربة الورطة

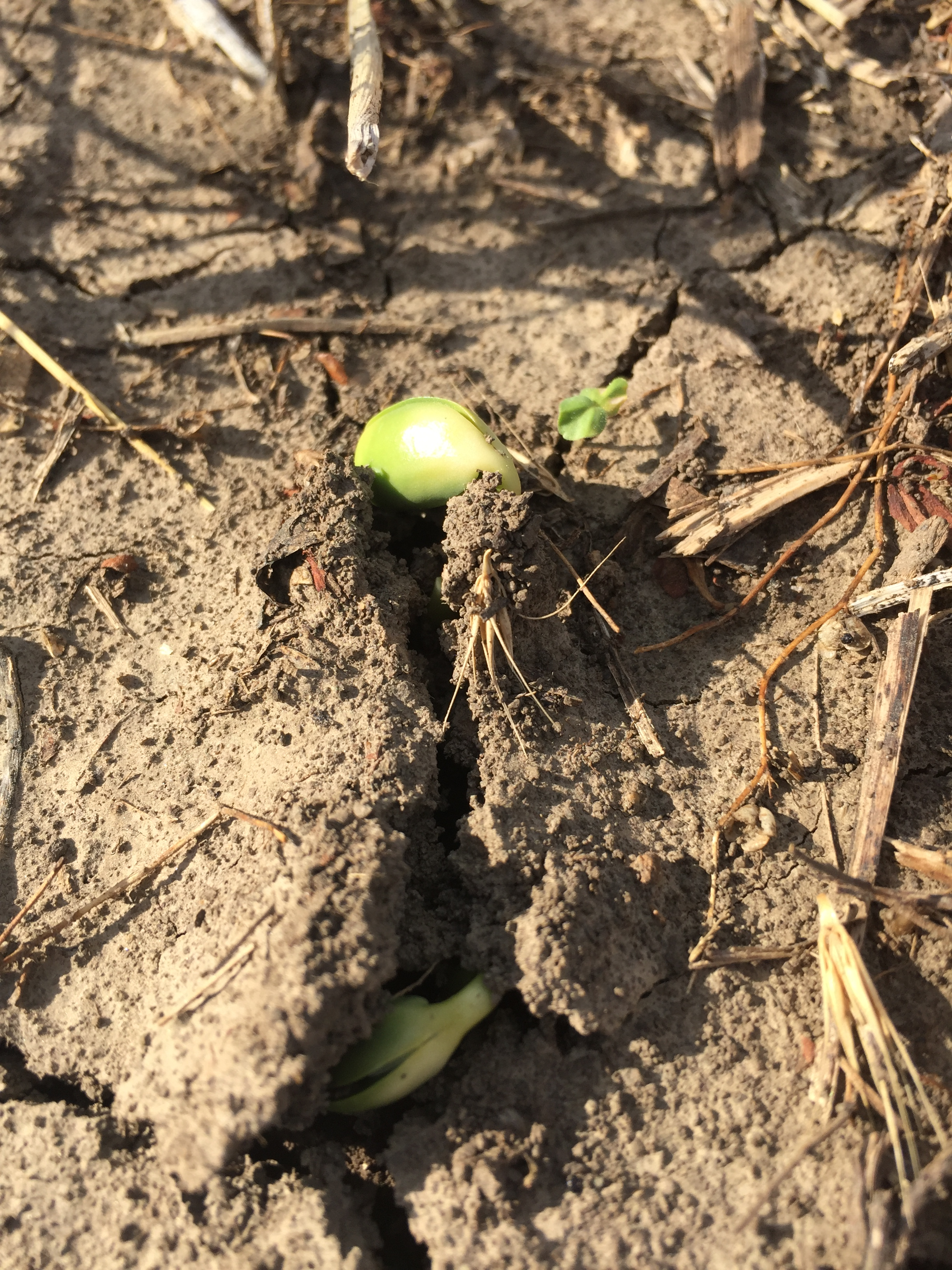

تربة الوَرْطَة أو الدكلة أو الجمبو أو الوحل أو التربة الطميية اللزجة أو التربة اللزبة خليط يحوي غالبًا كميات صغيرة من الرمل و/أو المواد العضوية، وتحدد عادةً بالوجود الطاغي لجزيئات الصلصال الدقيقة جدًا.
على الرغم من أن تربة الورطة تتميز بقدرتها الاستثنائية على الاحتفاظ بالماء، إلا أنها قد تكون صعبة الزراعة، إذ يحولها هطول الأمطار إلى تربة طينية فريدة يصعب العمل فيها بمعدات زراعية تجارية كبيرة. ويبدو أن تجنب حرث هذا النوع من التربة بالزراعة المباشرة يرتبط ارتباطًا وثيقًا بزيادة الغلة، مقارنةً بممارسات الحرث التقليدية.